# Diócesis de Buea
La diócesis de Buea (en latín: Dioecesis Bueaensis y en inglés: Roman Catholic Diocese of Buéa) es una circunscripción eclesiástica de la Iglesia católica en Camerún. Se trata de una diócesis latina, sufragánea de la arquidiócesis de Bamenda. Desde el 5 de enero de 2021 su obispo es Michael Miabesue Bibi.

## Territorio y organización
La diócesis tiene 2093 km² y extiende su jurisdicción sobre los fieles católicos de rito latino residentes en el departamento de Fako en la región del Sudoeste.
La sede de la diócesis se encuentra en la ciudad de Buea, en donde se halla la Catedral de Reina de la Paz y la Concatedral de la Divina Misericordia.
En 2020 en la diócesis existían 36 parroquias.

## Historia
La prefectura apostólica de Buea fue erigida el 12 de junio de 1923 con el breve Cum ex Apostolico del papa Pío XI, obteniendo el territorio del vicariato apostólico de Camerún (hoy arquidiócesis de Yaundé) y de la prefectura apostólica de Adamaua (hoy diócesis de Nkongsamba).
El 19 de abril de 1939 la prefectura apostólica fue elevada a vicariato apostólico con la bula Apostolica de Buea del papa Pío XII.
El 18 de abril de 1950 el vicariato apostólico fue elevado a diócesis con la bula Laeto accepimus del papa Pío XII. Originalmente era sufragánea de la arquidiócesis de Onitsha.
El 14 de julio de 1950 cedió una parte de su territorio para la erección de la prefectura apostólica de Yola (hoy diócesis de Yola) mediante la bula Ad evangelizationis del papa Pío XII.
El 5 de junio de 1962, como consecuencia del decreto Cum territorium de la Congregación de Propaganda Fide, pasó a formar parte de la provincia eclesiástica de la arquidiócesis de Yaundé.
El 13 de agosto de 1970 cedió otra porción de territorio para la erección de la diócesis de Bamenda mediante la bula Tametsi Christianarum del papa Pablo VI, que el 18 de marzo de 1982 se convirtió en arquidiócesis metropolitana y obtuvo la diócesis de Buea entre sus sufragáneas.
El 9 de febrero de 1999 cedió una porción de su territorio para la erección de la diócesis de Mamfé mediante la bula Alacrem sane curam del papa Juan Pablo II.
El 15 de marzo de 2016 cedió otra porción de su territorio para la erección de la diócesis de Kumba mediante la bula Qui consiliis divinis del papa Francisco.

## Estadísticas
Según el Anuario Pontificio 2021 la diócesis tenía a fines de 2020 un total de 224 475 fieles bautizados.
| Año                                                                             | Población            | Población | Población      | Sacerdotes | Sacerdotes    | Sacerdotes    | Bautizados por sacerdote | Diáconos permanentes | Religiosos | Religiosos | Parroquias |
| Año                                                                             | Bautizados católicos | Total     | % de católicos | Total      | Clero secular | Clero regular | Bautizados por sacerdote | Diáconos permanentes | Varones    | Mujeres    | Parroquias |
| ------------------------------------------------------------------------------- | -------------------- | --------- | -------------- | ---------- | ------------- | ------------- | ------------------------ | -------------------- | ---------- | ---------- | ---------- |
| 1950                                                                            | 52 240               | 465 600   | 11.2           | 54         | 1             | 53            | 967                      |                      |            | 15         | 22         |
| 1956                                                                            | 73 219               | 742 959   | 9.9            | 60         | 1             | 59            | 1220                     |                      | 2          | 23         | 23         |
| 1970                                                                            | 180 356              | 1 200 000 | 15.0           | 103        | 17            | 86            | 1751                     |                      | 113        | 112        | 42         |
| 1980                                                                            | 128 000              | 634 600   | 20.2           | 44         | 12            | 32            | 2909                     |                      | 43         | 49         | 19         |
| 1990                                                                            | 177 700              | 765 000   | 23.2           | 56         | 30            | 26            | 3173                     |                      | 35         | 77         | 21         |
| 1999                                                                            | 187 000              | 875 000   | 21.4           | 42         | 25            | 17            | 4452                     |                      | 23         | 52         | 16         |
| 2000                                                                            | 176 709              | 833 545   | 21.2           | 34         | 24            | 10            | 5197                     |                      | 17         |            | 17         |
| 2001                                                                            | 176 709              | 833 545   | 21.2           | 37         | 30            | 7             | 4775                     |                      | 14         |            | 17         |
| 2002                                                                            | 176 709              | 833 545   | 21.2           | 45         | 40            | 5             | 3926                     |                      | 11         |            | 17         |
| 2003                                                                            | 274 024              | 922 536   | 29.7           | 50         | 45            | 5             | 5480                     |                      | 17         |            | 17         |
| 2004                                                                            | 289 542              | 950 000   | 30.5           | 57         | 49            | 8             | 5079                     |                      | 16         | 70         | 19         |
| 2006                                                                            | 302 223              | 974 000   | 31.0           | 72         | 58            | 14            | 4197                     |                      | 27         | 65         | 22         |
| 2012                                                                            | 400 327              | 1 098 000 | 36.5           | 77         | 64            | 13            | 5199                     |                      | 43         | 100        | 22         |
| 2015                                                                            | 431 000              | 1 181 000 | 36.5           | 106        | 91            | 15            | 4066                     |                      | 37         | 125        | 43         |
| 2018                                                                            | 213 950              | 584 530   | 36.6           | 78         | 60            | 18            | 2742                     |                      | 43         | 113        | 23         |
| 2020                                                                            | 224 475              | 613 130   | 36.6           | 80         | 69            | 11            | 2805                     |                      | 32         | 59         | 36         |
| Fuente: Catholic-Hierarchy, que a su vez toma los datos del Anuario Pontificio. |                      |           |                |            |               |               |                          |                      |            |            |            |

## Episcopologio
- John William Campling, M.H.M. † (6 de agosto de 1923-13 de mayo de 1925 nombrado vicario apostólico del Nilo Superior)
- Peter Rogan, M.H.M. † (26 de junio de 1925-18 de agosto de 1961 renunció[nota 1])
- Jules Peeters, M.H.M. † (4 de junio de 1962-29 de enero de 1973 renunció)
- Pius Suh Awa † (29 de enero de 1973-30 de noviembre de 2006 retirado)
- Immanuel Bushu (30 de noviembre de 2006-28 de diciembre de 2019 retirado)
- Michael Miabesue Bibi, desde el 5 de enero de 2021[nota 2]